# فيلي ديفيس
فيلي ديفيس (9 أغسطس 1945 في الولايات المتحدة - ) (بالإنجليزية: Willie Davis)‏ هو لاعب كرة سلة أمريكي في مركز الوسط. لعب مع سان أنطونيو سبرز.

## وصلات خارجية
- فيلي ديفيس على موقع سبورتس رفرنس (الإنجليزية)
- فيلي ديفيس على موقع كلية كرة السلة في سبورتس رفرنس.كوم (الإنجليزية)
- فيلي ديفيس على موقع ريلجم (الإنجليزية)
- فيلي ديفيس على موقع بروبوليرز (الإنجليزية)